# Manuel Vidal García
Manuel Vidal García (Casasola de Arión, Valladolid; 3 de septiembre de 1934 - Valladolid; 17 de mayo de 2003) fue un industrial y político español, alcalde de Valladolid.
Su actividad profesional estaba principalmente ligada a la empresa privada, y en particular al sector metalúrgico. Ocupó distintos puestos en el ámbito empresarial, entre ellos el de presidente de la Asociación Provincial del Metal de Valladolid y el de la Confederación Vallisoletana de Empresarios (CVE). Asimismo, se presentó al cargo de Presidente de la Cámara de Comercio de Valladolid en 2002, compitiendo con Vicente Garrido Capa, que finalmente obtuvo la elección.
Fue Vicepresidente del Consejo Social de la Universidad de Valladolid.
Durante los primeros años de la democracia, fue concejal independiente de la Corporación de Valladolid, y la presidió durante poco más de un año, entre el 31 de enero de 1978 y el 19 de febrero de 1979. Accedió a la alcaldía tras haber sido elegido en secreto para la misma por los concejales restantes del Régimen Franquista, al preverse la dimisión del anterior, Francisco Fernández Santamaría.
Falleció casado y con dos hijas.
| Predecesor: Francisco Fernández Santamaría | Alcalde de Valladolid 1978–1979 | Sucesor: Francisco Bravo Revuelta |